# Lombok
Lombok è un'isola indonesiana che fa parte dell'arcipelago delle Piccole Isole della Sonda, anche chiamate Nusa Tenggara (isole sud-orientali). Lo stretto di Lombok la separa dall'isola di Bali a ovest, mentre lo stretto di Alas dall'isola di Sumbawa a est. A nord ovest della costa di Lombok c'è un arcipelago di 3 piccole isole, le Isole Gili.

## Storia

### Controllato da Karangasem poi i Paesi Bassi
La prima storia di Lombok emerse nel 1849 quando Lombok era controllata dal regno di Karangasem che era una potenza marittima sull'isola di Bali. Al regno di Karangasem sono attribuiti la cultura, il cibo, la lingua, le danze tradizionali di Lombok, politica del governo e così via. Questo regno governò Lombok per quasi due secoli. Il dominio coloniale di Karangasem a Lombok terminò nel 1891 quando il re di Lombok chiese agli olandesi di aiutare i ribelli Lombok a ottenere l'indipendenza da Karangasem è stato espulso con successo, ma chiamando gli olandesi a venire, l'isola di Lombok finalmente appartenne agli olandesi.

## Descrizione
L'isola, che possiede una forma vagamente circolare, si estende su una superficie totale di circa 4725 km², è divisa in tre distretti: 
- Lombok Occidentale,
- Lombok Centrale,
- Lombok Orientale.

La capitale amministrativa e la città più grande dell'isola è Mataram, mentre il punto più alto è il vulcano Rinjani a 3726 metri sul livello del mare. Nel 2014 l'isola possedeva una popolazione di 3 352 988 abitanti. Possiede spiagge meravigliose, in modo particolare sulla costa sud ed è circondata da una trentina di piccole isole.
L'isola è a maggioranza musulmana ma nella parte occidentale sono presenti diversi siti induisti e terrazze di risaie costruiti nel '700 dai vicini balinesi. Nel 2011 ha aperto il primo aeroporto internazionale, nei pressi di Praya. Quest'isola è nota anche per aver ospitato una delle eruzioni più violente avvenute sul pianeta in epoca storica, quella del Samalas nel 1257.